# Dennis Kirkland
Dennis Kirkland (* 2. Dezember 1942 in North Shields, Tyne and Wear; † 16. Februar 2006 in London) war ein britischer Fernseh-Produzent und Regisseur.
Kirkland war seit dem Ende der 1960er Jahre als Filmproduzent tätig. Zunächst produzierte er Kinofilme (Weiße Westen für Ganoven, Scacco tutto matto, Italien-Spanien 1969), wechselte dann aber schnell zum Fernsehen. Hier produzierte er diverse Fernsehserien und Fernsehschows. Besonders bekannt wurde er in beiden Funktionen für die The Benny Hill Show. Von 1979 bis zum Ende der Serie 1989 war er der bevorzugte Produzent Benny Hills.
1980 und 1981 war er für die Benny Hill Show für den Emmy Award nominiert, ging jedoch beide Male leer aus.